# 弗拉維烏斯 (堪薩斯州)
弗拉維烏斯（英語：Flavius）是位於美國堪薩斯州拉什縣的一個鬼鎮。

## 歷史
弗拉維烏斯的郵政局於1880年設立，直到1895年結束營運。

## 地理
弗拉維烏斯所處的海拔為高於海平面651米（即2136英呎），而該地所採用的時區為UTC-6，即北美中部時區（CST）。同時該地設有夏令時間，為UTC-6調快一小時，即UTC-5（CDT）。